# Kirchenkreis Mittelmark-Brandenburg
Der Kirchenkreis Mittelmark-Brandenburg mit Sitz in Kloster Lehnin ist einer von neun Kirchenkreisen der Evangelischen Kirche Berlin-Brandenburg-schlesische Oberlausitz im Sprengel Potsdam. Sein Gebiet umfasst die kreisfreie Stadt Brandenburg an der Havel, den größten Teil des Landkreises Potsdam-Mittelmark und die Potsdamer Ortsteile Marquardt und Uetz-Paaren. Aus dem Landkreis Teltow-Fläming gehören noch die Trebbiner Ortsteile Blankensee, Glau, Stangenhagen und Schönhagen, sowie die Ludwigsfelder Ortsteile Mietgendorf und Schiaß zum Kirchkreis.

## Geschichte
Der Kirchenkreis entstand zum 1. Januar 2012 aus der Fusion der drei Kirchenkreise Beelitz-Treuenbrietzen, Brandenburg und Lehnin-Belzig. Der Kirchenkreis Belzig, bis zum Übergang des Gebiets an das Königreich Preußen im Jahr 1815 eine kursächsische Superintendentur, wurde 1911 in die Kirchenkreise Belzig und Niemegk geteilt und trug nach der Wiedervereinigung 1968 den Namen Kirchenkreis Belzig-Niemegk. 1998 wurde der Kirchenkreis Belzig aufgelöst; der größte Teil bildete mit dem Kirchenkreis Lehnin (1923 durch Ausgliederung aus dem Kirchenkreis Brandenburg-Neustadt gebildet) den neuen Kirchenkreis Lehnin-Belzig, ein kleinerer Teil kam zum ebenfalls neu gebildeten Kirchenkreis Beelitz-Treuenbrietzen. Der Kirchenkreis Brandenburg war 1949 durch Vereinigung der Kirchenkreise Brandenburg Stadt (seinerseits 1924 aus Brandenburg Altstadt und Brandenburg Neustadt fusioniert) und Brandenburg Dom gebildet worden.
Ende 2010 hatte die Synode des Kirchenkreises Lehnin-Belzig den Fusions-Beschluss abgelehnt; daraufhin beantragten die beiden anderen Kirchenkreise bei der Landessynode, dass dort entschieden werde.
Die Gründungssynode fand am 18. Februar 2012 im Altenhilfezentrum auf dem Klostergelände in Lehnin statt.

## Organisation

### Superintendentur
Der Sitz der Superintendentur befindet sich in Kloster Lehnin. Superintendent ist Siegfried-Thomas Wisch.

### Territoriale Gliederung
Das Territorium des Kirchenkreises ist in vier Gebiete untergliedert. Darin gibt es 31 Pfarrbereiche.

## Sakralbauten

### Kirchengebäude
Siehe Kategorie:Kirchengebäude des Evangelischen Kirchenkreises Mittelmark-Brandenburg

### Friedhöfe
- Evangelischer Bergfriedhof
- Friedhof Ferch (An der Fischerkirche)
- Friedhof Bagow
- Friedhof Baitz
- Friedhof Beelitz St. Marien
- Brandenburg Neustädtischer Friedhof
- Friedhof Bad Belzig St.Briccius
- Friedhof Bad Belzig Gertraudenfriedhof
- Friedhof Benken
- Friedhof Bergholz
- Friedhof Blankensee
- Friedhof Bliesendorf
- Friedhof Borkheide
- Friedhof Borne
- Friedhof Brachwitz
- Friedhof Brielow
- Friedhof Buchholz (Niemegk)
- Friedhof Buchholz OT Buchholz
- Friedhof Butzow
- Friedhof Dahnsdorf
- Friedhof Damsdorf
- Friedhof Deetz
- Friedhof Derwitz
- Friedhof Deutsch-Bork
- Friedhof Dippmannsdorf
- Friedhof Elisabethhöhe
- Friedhof Elsholz
- Friedhof Fresdorf
- Friedhof Garrey
- Friedhof Glindow
- Neuer Friedhof Glindow
- Friedhof Göhlsdorf
- Friedhof Gömnigk
- Friedhof Golzow
- Friedhof Göttin
- Friedhof Gollwitz
- Friedhof Grabow
- Friedhof Groß-Kreutz
- Friedhof Groß-Marzehns
- Friedhof Grubo
- Friedhof Hohenwerbig
- Friedhof Jeserig
- Friedhof Jeserig
- Friedhof Jeserig
- Friedhof Kanin
- Friedhof Kemnitz
- Friedhof Ketzür
- Friedhof Klein Glien
- Friedhof Klein Kreutz
- Friedhof Klein Marzehns
- Friedhof Krahne
- Friedhof Kranepuhl
- Friedhof Krielow
- Friedhof Kuhlowitz
- Friedhof Langerwisch
- Friedhof Lobbese
- Friedhof Locktow
- Friedhof Lühnsdorf
- Friedhof Lühsdorf
- Friedhof Lünow
- Friedhof Lüsse
- Friedhof Lütte
- Friedhof Marquardt
- Friedhof Marzahne
- Friedhof Meßdunk
- Friedhof Mörz
- Friedhof Nattwerder
- Friedhof Neschholz
- Friedhof Netzen
- Friedhof Neuendorf
- Friedhof Neuendorf
- Friedhof Neuendorf
- Friedhof Neu Plötzin
- Friedhof Nichel
- Friedhof Niebel
- Friedhof Niederwerbig
- Friedhof Pflügkuff
- Friedhof Philippsthal
- Friedhof Phöben
- Friedhof Plaue
- Friedhof Plessow
- Friedhof Preußnitz
- Friedhof Pritzerbe
- Friedhof Rädel
- Friedhof Rädigke
- Friedhof Ragösen
- Friedhof Rieben
- Friedhof Rietz
- Friedhof Rietz
- Friedhof Riewend
- Friedhof Roskow
- Friedhof Salzbrunn
- Friedhof Seelensdorf
- Friedhof Schenkenberg
- Friedhof Schmerzke
- Friedhof Schäpe
- Friedhof Schlalach
- Friedhof Schlunkendorf
- Friedhof Schönefeld
- Friedhof Stangenhagen
- Friedhof Stücken
- Friedhof Trebitz
- Friedhof Trechwitz I
- Friedhof Trechwitz II
- Friedhof Tremsdorf
- Friedhof Treuenbrietzen
- Friedhof Uetz
- Friedhof Werbig
- Friedhof Werder/Havel
- Friedhof Wildenbruch I
- Friedhof Wildenbruch II
- Friedhof Wilhelmshorst
- Friedhof Woltersdorf
- Friedhof Wust
- Friedhof Zauchwitz
- Friedhof Zeuden
- Friedhof Ziezow
- Friedhof Zixdorf